# Circle of Eight
Circle of Eight (Círculo del octavo piso) es una película estadounidense de 2009 de suspenso. Protagonizada por Austin Highsmith, Ryan Doom y John Bishop, hace referencia a Divina Comedia de Dante Alighieri en donde la protagonista de la historia, Jessica, debe superar la muerte de su hermano.

## Sinopsis
Jessica es una nueva vecina en el edificio "Dante". Al parecer ella está muerta y tiene que repetir su muerte hasta que haga las cosas bien y vaya al cielo.

## Reparto
1. Austin Highsmith es Jessica.
2. John Bishop es Ed.
3. Ryan Doom es Evan.
4. Jesse Johnson es Damon.
5. Natashia Williams es India.
6. Josh Kelly es Bale.
7. DJ Qualls es Randall.
8. Katia Kieling es joven de la lavandería.
9. Katie Lowes es Elaine.
10. David Reiner es hombre sin hogar.
11. Kirk Bovill es policía #1.
12. Khary Payton es policía #2.
13. Tom Ohmer es capitán de bomberos.
14. Peter Nikkos es capitán de bomberos.
15. Spencer Hill es bombero #1.
16. Darren Keefe es bombero #2.